# Aprey
Aprey település Franciaországban, Haute-Marne megyében. Lakosainak száma 189 fő (2022. január 1.). Aprey Flagey, Perrogney-les-Fontaines, Villiers-lès-Aprey, Auberive és Aujeurres községekkel határos.

## Népesség
A település népességének változása:
| Lakosok száma | 205  | 199  | 171  | 190  | 187  | 192  | 187  | 187  | 189  | 189  |
|               | 1968 | 1982 | 1990 | 2006 | 2013 | 2015 | 2017 | 2019 | 2020 | 2022 |